# La Mémoire du feu
Pour plus de détails, voir Fiche technique et Distribution.
La Mémoire du feu est un court métrage français réalisé par André Ughetto, sorti en 1976 en hommage à la poésie de René Char.

## Fiche technique
- Titre : La Mémoire du feu
- Réalisation : André Ughetto
- Scénario :
- Assistant réalisateur :
- Photographie :
- Décors :
- Son :
- Montage :
- Pays d'origine :  France
- Format : 16 mm couleurs[1]
- Genre : Documentaire, Biopic
- Durée : 26 minutes
- Langue : Français
- Date de sortie : 1976
- Lieux de tournage : Le mont Ventoux